# John Wesley (Musiker)

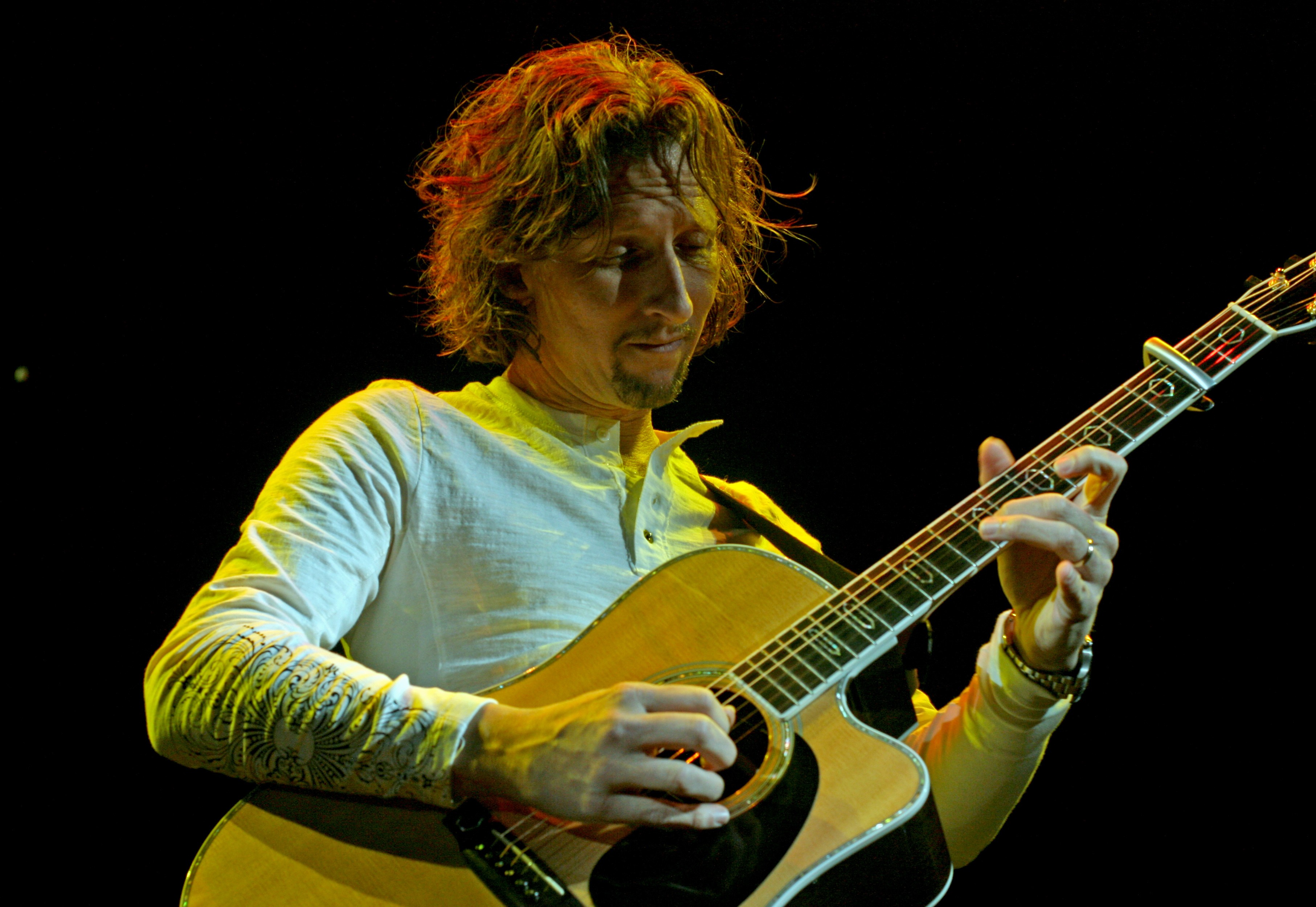
John Wesley, 2009

John Wesley Dearth Jr. (* 24. Juni 1962) ist ein US-amerikanischer Gitarrist und Sänger.

## Leben
Seine Karriere begann er in den frühen 1980er Jahren in Tampa, Florida, wo er 1991 gemeinsam mit dem Schlagzeuger und Produzenten Mark Prator die Band Autodrive gründete. Ab 1992 trieb er auch seine Solokarriere voran und war lange Zeit im Vorprogramm der britischen Progressive-Rock-Band Marillion zu hören. 1998 begleitete er die Tour von Peter Frampton und Lynyrd Skynyrd gemeinsam mit Mike Tramp (ehemals bei White Lion) als Vorband. Auch mit Fish bestritt er einige gemeinsame Tourneen, an dessen 2001 erschienenen Album Fellini Days arbeitete er als Songschreiber mit. Von 2002 bis 2009 war er als Live-Gitarrist bei der britischen Band Porcupine Tree aktiv. Dort spielte er auf vier Tourneen zu den Alben In Absentia, Deadwing, Fear of a Blank Planet und The Incident.
Seine Solo-Diskografie umfasst fünf Alben und diverse Singles. Seit August 2007 bietet er sein Solomaterial als MP 3 gegen Angabe einer E-Mail-Adresse zum kostenlosen Download auf seiner Internetseite an.

## Diskografie

### Solo-Studioalben
- Under the Red and White Sky (1994)
- The Closing of the Pale Blue Eyes (1995)
- The Emperor Falls (1997)
- Chasing Monsters (2001)
- Shiver (2005)
- The Lilypad Suite (2011)
- a way you’ll never be (2016)